# Głowno
Pour la commune, voir Głowno (gmina).
Głowno est une ville de Pologne, située au centre du pays, dans la voïvodie de Łódź. Elle constitue une gmina urbaine dans le powiat de Zgierz.